# 受奴役民族
受奴役民族或被奴役國家（英語：Captive Nations）是源於美国的一种说法，指的是被非民主政权统治的民族或国家。在冷战时期，该说法经常出现和使用，指的是共产党统治（通常是苏联）的民族或国家。
作为美国冷战战略的一部分，1959年，美国总统艾森豪威尔通过立法成立了反共倡议团体国家受奴役民族委员会，相关法案还设立了被奴役國家週，一般为每年7月的第三个星期，以提升公众对共产党和其他非民主政权统治民族的认识。
居住在美國的俄羅斯移民批評PL 86-90，因為談到“俄羅斯共產主義”和“共產主義俄羅斯的帝國主義政策”，這項法律含蓄地使“俄羅斯”一詞與“共產主義”和“帝國主義”同義。特別是，俄裔美國人大會認為PL 86-90 是反俄的，而不是反共的，因為俄羅斯人本身沒有被列入“被奴役民族”的名單，這意味著俄羅斯人民對共產主義者的罪行有罪。根據俄羅斯作家安德列·齊甘科夫的說法，據稱該法律是由列夫·多布里安斯基起草的，俄裔美國人認為他是烏克蘭民族主義者。

## 包含民族或国
最初包含的民族或国家有：
- 波兰
- 匈牙利
- 立陶宛
- 乌克兰
- 捷克斯洛伐克
- 拉脱维亚
- 爱沙尼亚
- 白俄罗斯
- 罗马尼亚
- 东德
- 保加利亚
- 中国大陆
- 亚美尼亚
- 阿塞拜疆
- 格鲁吉亚
- 北朝鲜
- 阿尔巴尼亚
- 阿的里·乌拉尔
- 西藏
- 哥萨克（哥萨基亚（英语：Cossackia））
- 突厥斯坦
- 北越

## 參见
- 自由中国 (名称)